# 산꼭대기
산꼭대기는 산의 정상(頂上)이다.

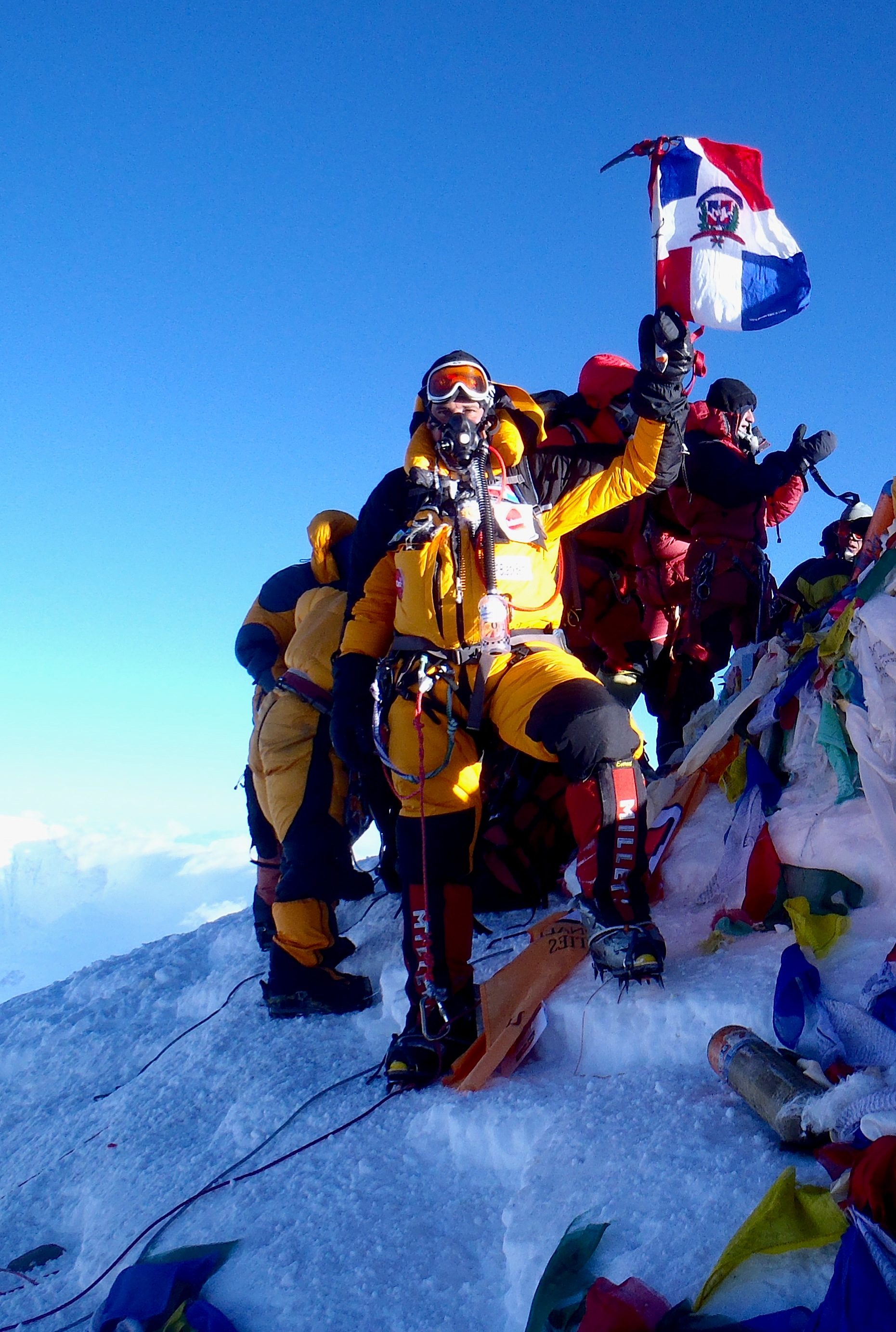
세계에서 가장 크고 높은 산꼭대기 위에 서 있는 등산객들. 해발 8,850 미터(29,035 피트)의 에베레스트산.

세계에서 가장 크고 높은 정상은 에베레스트산으로, 높이는 해발 8,848.86미터에 달한다. 첫 공식 등정은 텐징 노르가이와 에드먼드 힐러리가 마쳤다. 이들은 1953년 산꼭대기에 도달했다.

## 같이 보기
- 지오이드
- 언덕